# Steutz
Steutz – dzielnica miasta Zerbst/Anhalt w Niemczech, w kraju związkowym Saksonia-Anhalt, w powiecie Anhalt-Bitterfeld.
Do 31 grudnia 2009 była to oddzielna gmina, która wchodziła w skład wspólnoty administracyjnej Elbe-Ehle-Nuthe. Do 1 lipca 2007 należała do powiatu Anhalt-Zerbst.

## Geografia
Steutz leży na prawym brzegu Łaby, ok. 12 km na zachód od miasta Dessau-Roßlau. Przez dzielnicę przebiega droga krajowa B187a.